# Китайсько-індійський прикордонний конфлікт (2020)
Китайсько-індійський прикордонний конфлікт 2020 року — збройні сутички між Індією та Китаєм через спірний регіон Аксай-Чин.

## Історія
Конфлікт розпочався через регіон Аксай-Чин, розташований на кордоні Синьцзян-Уйгурського автономного району Китаю, Пакистану та Індії. Територією керує Китай, але ці території оскаржуються Індією, яка вважає цей регіон союзною територією Ладакху.
У 1960-х роках Китай ввів війська в цей регіон, а під час війни Індія фактично втратила контроль над регіоном Аксай-Чин.